# اوکتو، هوکایدو
اوکتو، هوکایدو (به لاتین: Oketo, Hokkaido) یک منطقهٔ مسکونی در ژاپن است که در Okhotsk Subprefecture واقع شده‌است.
 اوکتو  ۳٬۵۲۷ نفر جمعیت دارد.